# Gymnopleurus plicatulus
Gymnopleurus plicatulus là một loài bọ cánh cứng trong họ Bọ hung (Scarabaeidae).